# Markus Kaarlonen
Markus "Captain" Kaarlonen (16 de Novembro de 1973) é um músico e produtor musical finlandês, conhecido por seu trabalho com o Poets of the Fall, no qual é o tecladista e formador da banda.
Além do Poets of the Fall, Kaarlonen ganhou notoriedade por ser o responsável pela trilha-sonora dos jogos eletrônicos Shattered Horizon, e Rochard.
Antes do Poets of the Fall, Kaarlonen já era conhecido por ser o compositor das músicas dos softwares do Amiga MOD, no início da década de 1990. Atualmente, além de seu trabalho com a banda, Kaarlonen trabalha para a empresa Futuremark como Senior Web Developer e Audio Designer.

## Discografia

### ComPoets of the Fall
- 2005 - Signs of Life
- 2006 - Carnival of Rust
- 2008 - Revolution Roulette
- 2010 - Twilight Theater
- 2012 - Temple of Thought
- 2013 - Live in Moscow 2013
- 2014 - Jealous Gods
- 2016 - Clearview

### Participação em outros projetos
- 1994 - Dance Nation: Dawn

#### Trilha-sonora de jogos eletrônicos
- 2009 - Shattered Horizon Original Soundtrack
- 2011 - Rochard: Original Soundtrack

#### AmigaMOD-Era
- Spacemuzaxx
- Space Debris (Horizon Party 1990, Vårby school, Stockholm, Sweden)
- Beyond Music (The Gathering 1991, Parikkala, Finland)
- Broken Dreams (Assembly 1993)
- Mickus (Assembly 1994)